# Ludovic Robert
Pour les articles homonymes, voir Robert.
Ludovic Robert, né le 27 mai 1853 à Sisteron (Alpes-de-Haute-Provence) et mort le 11 décembre 1900 à Paris, est un homme politique français.

## Biographie
Médecin, il est conseiller général du canton de Sisteron en 1883 et député des Basses-Alpes de 1898 à 1900, inscrit au groupe de la Gauche radicale-socialiste.